# 이종화 (1949년)
이종화(李宗和, 1949년 7월 16일~)은 대한민국의 공무원, 정치인이다. 대구광역시 북구청장(2004. 6.~2014. 6.)을 지냈다.

## 약력
- 1949. 7. 16. 경상북도 대구시 봉덕동 출생
- 내성초등학교
- 1962. 3. 2.~1965. 2. 25. 오성중학교
- 1965. 3. 2.~1968. 2. 25. 대구고등학교
- 1968. 3. 2.~1975. 2. 25. 경북대학교 의과대학
- 1975. 3. 3.~1982. 2. 25. 고려대학교 정치외교학과

## 경력
- 1982. 12. 30.  제26회 행정고등고시 합격
- 1983. 3. 28.  총무처 수습행정관
- 1984. 4. 4.  대구시청 내무국 총무과
- 1992. 2. 1.  대구시청 기획계장
- 1995. 1. 16.  대구시청 청소년과장
- 1996. 1. 20.  대구시청 복지정책과장
- 1998. 4. 11.  대구시청 종합건설본부 관리부장
- 1999. 8. 21.  대구시청 공보관
- 2000. 8. 4.~2003. 5. 26.  대구시청 감사관
- 2003. 5. 26.~2004. 5. 15.  대구 북구 부구청장
- 2003. 12. 16.~2004. 5. 15.  대구 북구청장 직무대리 부구청장
- 2004. 6. 대구 북구청장 출마(한나라당 공천)
- 2004. 6. 5. 2004년 대한민국 재보궐선거 당선(대구 북구청장, 한나라당 초선)[1][2]
- 2004. 6. 8.~2006. 6. 30. 제26대 대구 북구청장
- 2006. 5. 31. 제4회 전국동시지방선거 당선(대구 북구청장, 한나라당, 재선)
- 2006. 7. 1.~2010. 6. 30. 제27대 대구 북구청장
- 2010. 6. 2. 제5회 전국동시지방선거 당선[대구 북구청장, 한나라당, 3선(대구의 최초 3선 기초단체장)]
- 2010. 7. 1.~2014. 6. 30. 제28대 대구 북구청장
- 지방분권운동 대구·경북본부 자문위원
- 전국 시장.군수.구청장 협의회 대구협의회장
- (사)대한지방자치학회 부회장

## 역대 선거 결과
|  | 55.10% |

|  | 80.83% |

|  | 58.38% |